# Charcot Island
Charcot Island (norska: Charcotøya) är en ö i Antarktis. Den ligger i havet utanför Västantarktis. Chile och Storbritannien gör anspråk på området.